# جیمز بو
جیمز بو (انگلیسی: James Boe; ۵ ژانویهٔ ۱۸۹۱ – ۱۹۷۳ (۸۱−۸۲ سال)) بازیکن فوتبال اهل بریتانیا بود.
از باشگاه‌هایی که در آن بازی کرده‌است می‌توان به باشگاه فوتبال ساوتپورت اشاره کرد.